# Pteroteinon caenira
Pteroteinon caenira är en fjärilsart som beskrevs av William Chapman Hewitson 1867. Pteroteinon caenira ingår i släktet Pteroteinon och familjen tjockhuvuden. Inga underarter finns listade i Catalogue of Life.

## Bildgalleri

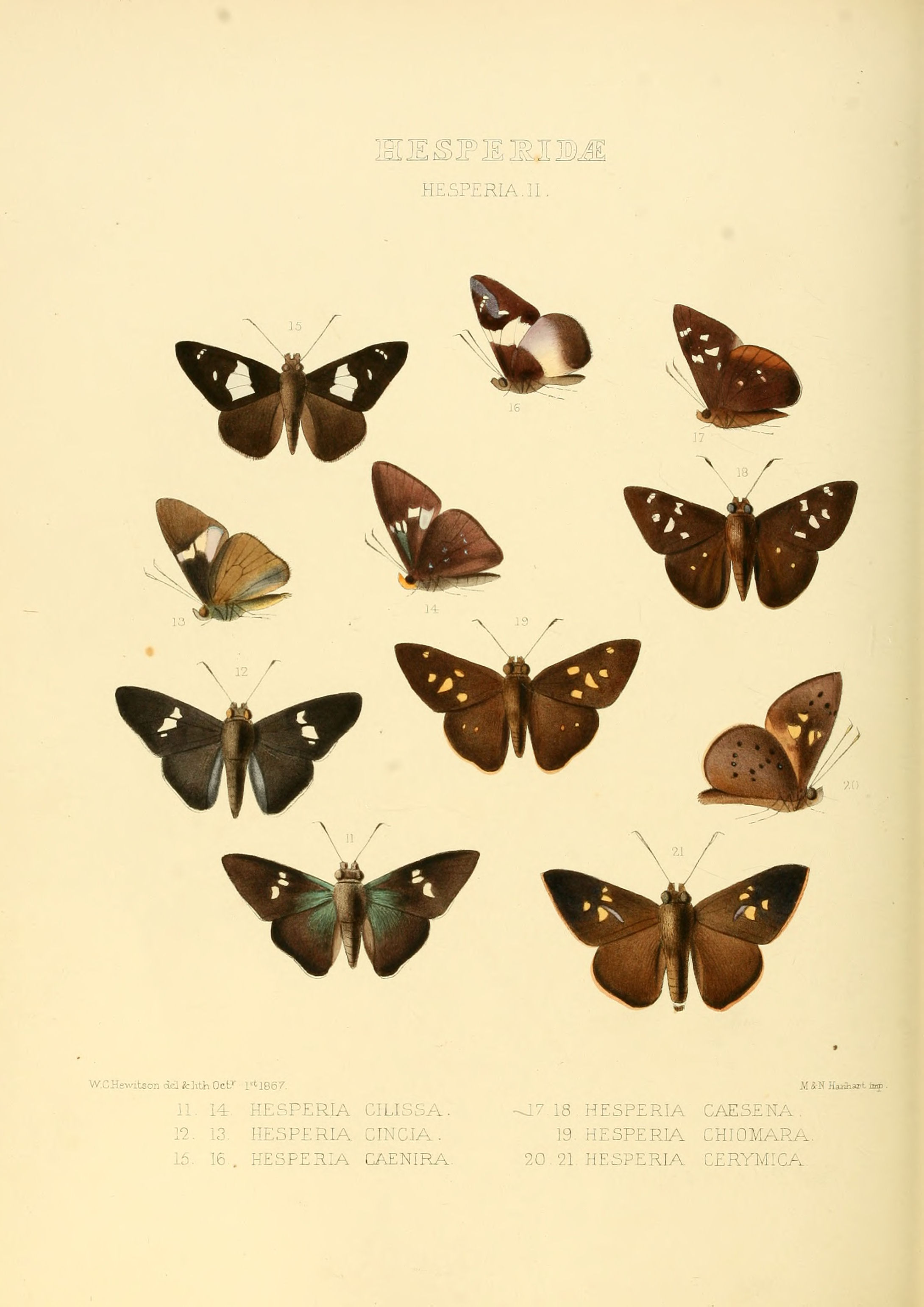
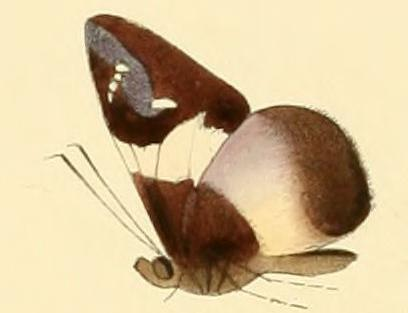